# Asykata
Asykata är en ort i Kazakstan.   Den ligger i oblystet Sydkazakstan, i den södra delen av landet, 1 200 km söder om huvudstaden Astana. Asykata ligger 265 meter över havet och antalet invånare är 11 378.
Terrängen runt Asykata är mycket platt. Runt Asykata är det ganska tätbefolkat, med 124 invånare per kvadratkilometer. Närmaste större samhälle är Ilitj, 13,0 km öster om Asykata. Trakten runt Asykata består till största delen av jordbruksmark.